# Mother and Baby Homes Commission of Investigation

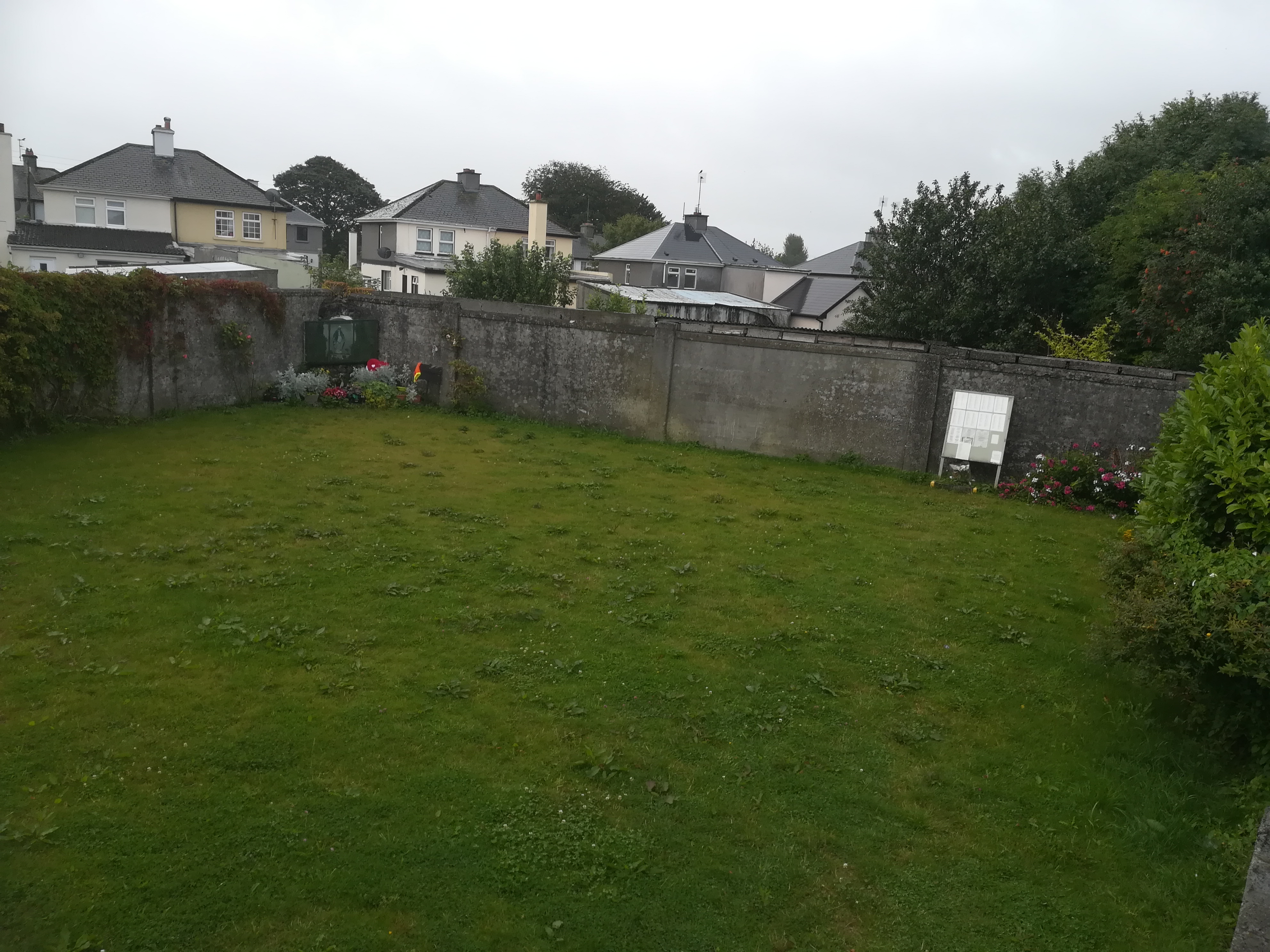
Fossa comune della casa per madre e figlio di Bon Secours a Tuam, Galway

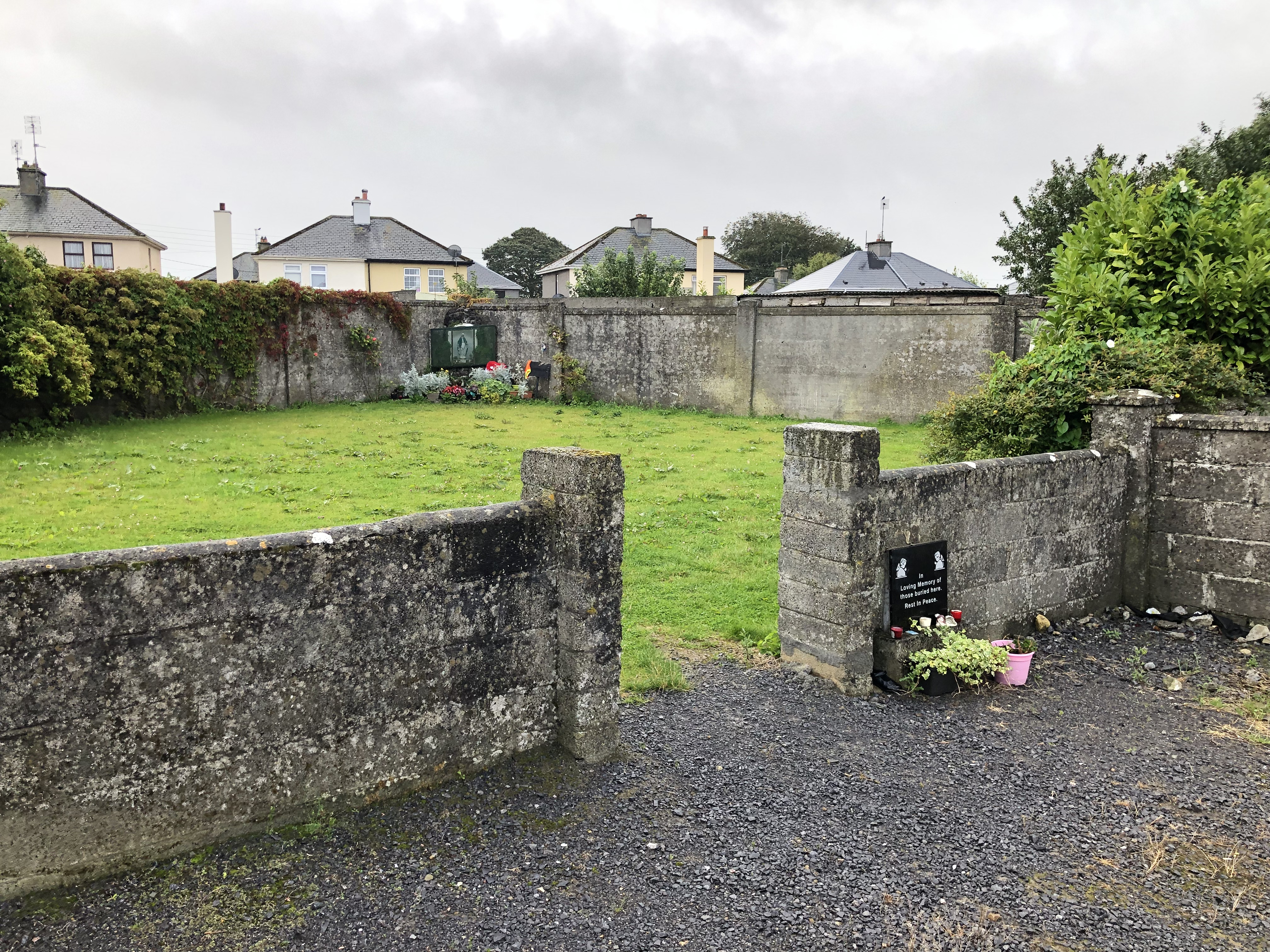
Altra visuale della fossa comune

Mother and Baby Homes Commission of Investigation ("Commissione sulle Case per madre e figlio"), ufficialmente Commission of Investigation into Mother and Baby Homes and certain related matters ("commissione d'indagine sulle Case per madre e figlio e altre questioni relative") è una commissione giudiziaria di indagine, istituita nel 2015 per ordine del governo irlandese. È stato istituito in seguito alle affermazioni secondo cui i corpi di almeno 800 bambini sarebbero stati sepolti in una fossa comune non contrassegnata nella casa per madre e figlio di Bon Secours, situata a Tuam, nella contea di Galway. Il suo lavoro copre inoltre indagini sui registri e sulle pratiche di altre tredici Case per madri e figli. I membri della commissione sono: il giudice Yvonne Murphy, che la presiede, il dottor William Duncan e la professoressa Mary E. Daly.

## I lavori
Inizialmente il termine dei lavori della commissione, e la pubblicazione della relazione finale, era prevista per febbraio 2018, ma furono concesse alcune proroghe. Nel giugno 2020 è stata concordata un'ulteriore proroga di quattro mesi a causa dell'impatto del COVID-19 sulle attività della Commissione.
Nel gennaio 2021, il rapporto finale specificava che 9.000 bambini erano morti nelle 18 istituzioni coperte dalle indagini della Commissione tra il 1922 e il 1998 - un dato che supera di quasi il doppio il tasso generale di mortalità del paese in quegli anni - stabilendo che un bambino su sette morì nelle case.
La relazione finale è stata pubblicata il 12 gennaio 2021.